# 新疆生产建设兵团第十师
新疆生产建设兵团第十师，简称第十师（前称新疆生产建设兵团农业建设第十师，简称农十师），是新疆生产建设兵团的师，为正地厅级单位。十师与新疆维吾尔自治区北屯市实行“师市合一”，管理团场位于塔城地区、阿勒泰地区、北屯市境内。全师总面积3,887平方公里，总人口9.4万，师部驻地北屯市。

## 沿革
至1958年，阿勒泰地区依然有土匪，从扎河坝到肖尔布拉克多次发生武装叛乱，阿勒泰军分区和新疆军区生产建设兵团直属第28团联合平叛。需要有更大规模屯垦戍边部队在阿勒泰地区扎根，一方面发展那儿的经济，一方面巩固社会治安。 1958年1月15日，兵团副政委张仲瀚指示兵团勘测三队队长王礼清和政治协理员王新厚带六十多人，其中三四十名技术干部，二十多名工人，四辆汽车，带着武器和电台前往阿勒泰地区做水土资源调查，为成立农十师做准备工作，对乌伦古河、额尔齐斯河流域以及和布克赛尔蒙古自治县夏孜盖处女地进行勘测。1958年7月张仲瀚副政委在兵团党委会议上指出：“根据兵团荒地勘查大军经过风餐露宿，找到了阿勒泰这个取宝盆，乌伦古河和额尔齐斯河水源丰盛，土地广阔肥美，初步确定兵团开发阿勒泰的行动方案，第二个五年计划期间，要在该地区开发300-400万亩的土地，并立即行动。” 1958年8月，张仲瀚带兵团基建处处长申玉昆、灌溉管理处处长张立长、水利工程处政治部主任程人英以及自治区水利厅副厅长王鹤亭为农十师选址实地踏勘。最初考虑把农十师师部设到顶山（今182团场），后来考虑到水利工程建设的问题，加之顶山交通闭塞，初步把农十师师部设到了额尔齐斯河畔的多尔布尔津，并更名为北屯。
1959年1月6日，张仲瀚从兵团勘探第三队提交的勘探报告和亲自踏勘的结果，报国家农垦部党组和中共新疆维吾尔自治区党委批准，申请恢复成立农十师。1959年1月16日，兵团司令员陶峙岳（兼），政委王恩茂（兼），副政委张仲瀚签兼兵团党委书记签发命令，恢复成立农五师、农十师番号、建制和领导机构。共有14177名指战员，其中党员1147人。1959年4月9日在阿勒泰县巴里巴盖第二十八团驻地召开农十师成立大会。
- 师长：张立长
- 政委：黄浴尘（阿勒泰地委书记兼）
- 副师长：鄔佳才、李崇正（国民党军整编第78师直属骑兵团团长起义人员）
- 副政委 ：程人英
- 司令部 参谋长仇朝先
- 政治部 主任程人英（兼）
  - 组织科科长王爱民、副科长张毓珊
  - 宣传科科长王新厚（1928年生，解放军二军四师十二团保卫干事）、副科长何仙仁
    - 秦剧团
    - 电影队
    - 《战声》报社

  - 政法科科长杨建陵、副科长冯杰三
  - 地方工作科科长周国俊
  - 人事处：处长张明道
- 二十八团（现181团）
- 二十九团（现182团）
- 三十团
- 三十一团
- 三十二团
- 三十三团（现183团）
- 三十四团
- 三十五团
- 云母矿
- 师医院
- 托儿所
- 小学
- 中学
- 勘探设计队（兵团勘探第三队）
- 汽车队

2011年12月，国务院以国函〔2011〕161号文件批复设立北屯市。2011年12月28日，北屯市挂牌成立。

## 团场
第十师现辖1个县级市、8个团、3个镇（实行“团镇合一”管理体制）。
- 县级市：北屯市
- 团：一八一团、一八二团、一八三团双渠镇（含青河农场）、一八四团、一八五团、一八六团、一八七团丰庆镇（含一八九团）、一八八团海川镇（含一九〇团）